# Тензор електромагнітного поля
4-тензор електромагнітного поля або просто тензор електромагнітного поля — це математичний об'єкт, який використовується для описання поля в релятивістській фізиці.
Рівняння теорії відносності особливо зручно записувати, використовуючи так звані 4-вектори й 4-тензори. Головною перевагою такого запису є те, що в цій формі рівняння автоматично Лоренц-інваріантні, тобто не змінюються при переході від однієї інерційної системи координат до іншої.
Відповідний 4-тензор існує також і для опису електромагнітного поля. При його використанні основні рівняння для електромагнітного поля: рівняння Максвела й рівняння руху зарядженої частки в полі мають особливо просту й елегантну форму.

## Визначення через 4-потенціал
4-тензор електромагнітного поля визначається, як похідні від 4-потенціалу : 
{\displaystyle F_{ik}={\frac {\partial A_{k}}{\partial x^{i}}}-{\frac {\partial A_{i}}{\partial x^{k}}}}.

## Визначення через тривимірні вектори
4-тензор електромагнітного поля визначається через звичайні тривимірні складові векторів напруженості електричного поля й магнітної індукції так:
{\displaystyle F_{ik}=\left({\begin{matrix}0&E_{x}&E_{y}&E_{z}\\-E_{x}&0&-H_{z}&H_{y}\\-E_{y}&H_{z}&0&-H_{x}\\-E_{z}&-H_{y}&H_{x}&0\end{matrix}}\right)}
{\displaystyle F^{ik}=\left({\begin{matrix}0&-E_{x}&-E_{y}&-E_{z}\\E_{x}&0&-H_{z}&H_{y}\\E_{y}&H_{z}&0&-H_{x}\\E_{z}&-H_{y}&H_{x}&0\end{matrix}}\right)}
Перша форма — це коваріантний тензор, друга форма — контраваріантний тензор.

## Сила Лоренца
Записане у 4-векторній формі рівняння руху зарядженої частки в електромагнітному полі набирає вигляду
{\displaystyle mc{\frac {du^{i}}{ds}}={\frac {q}{c}}F^{ik}u_{k}},
де {\displaystyle u^{k}} — 4-швидкість, q — електричний заряд частки, c — швидкість світла, m — маса спокою. Права частина цього рівняння це сила Лоренца.

## Рівняння Максвелла
Основні рівняння електродинаміки записуються через 4-тензор електромагнітного поля так:
{\displaystyle {\frac {\partial F_{ik}}{\partial x^{j}}}+{\frac {\partial F_{kj}}{\partial x^{i}}}+{\frac {\partial F_{ji}}{\partial x^{k}}}=0}.
{\displaystyle {\frac {\partial F^{ik}}{\partial x^{k}}}=-{\frac {4\pi }{c}}j^{i}}.
де {\displaystyle j^{i}} — 4-вектор густини електричного струму.